# Benjamin Van Meurs
Benjamin Van Meurs (sinh ngày 31 tháng 1 năm 1998) là một cầu thủ bóng đá chuyên nghiệp người Úc hiện đang thi đấu ở vị trí hậu vệ cho câu lạc bộ Đông Á Thanh Hóa tại V.League 1.